# Jimmy Hopps
James Edward „Jimmy“ Hopps Jr. (* 18. Juni 1939 in Washington, D.C.) ist ein amerikanischer Rhythm-&-Blues- und Jazzmusiker, der zunächst Piano, dann Schlagzeug spielte und auch unter dem Namen Jimmi EsSpirit auftrat.

## Leben und Wirken
Hopps erhielt ab dem fünften Lebensjahr einen klassischen Klavierunterricht. Auf der Highschool kam die Klarinette hinzu; auch sang er im Chor und lernte die Militärtrommeltechnik. Als Pianist begleitete er Marvin Gaye, The Emeralds, Herb Feme (später Peaches & Herb) und Van McCoy. Zwischen 1960 und 1963 arbeitete er als musikalischer Leiter der Studioband und Vokalcoach für das Label Start Records. So war er als Pianist, Arrangeur und Aufnahmeleiter für The Jewels, Miss Connie X-Mas, The Blossoms, Bo Diddley und Billy Stewart tätig.
Für Bo Diddley spielte er 1964 als Schlagzeuger. Daneben nahm er Unterricht als Bigband-Schlagzeuger. Im Trio von John Hicks begleitete er in der Carnegie Hall die Sängerin Jackey Mabley und Hugh Masekela (bei dessen erstem Konzert in den USA), um dann mit Wild Bill Davis, Ella Fitzgerald, Mitgliedern des Duke Ellington Orchestra, Stan Getz und Andy Bey aufzutreten. 1967 tourte er mit Roland Kirk durch die UdSSR, um sich dann am Berklee College of Music und am New England Conservatory ausbilden zu lassen. 1968/69 spielte er wieder bei Kirk; mit Pharoah Sanders trat er beim Newport Jazz Festival auf. Mit Charles Tolliver, Stanley Cowell und deren Music Inc. ging er auf Europatournee. 1969/70 blieb er in Europa, wo er Unterricht bei Kenny Clarke nahm, mit Pony Poindexter auftrat und mit Kenny Drew und Mal Waldron Ben Webster, Hank Mobley und Dexter Gordon begleitete. 1970 trat er mit Abdullah Ibrahim und Johnny Dyani im Somhlolo Stadion in Swasiland auf.
1971 kehrte er in die USA zurück, wo er mit Shirley Scott, Joe Bonner und Linda Sharrock aufnahm. In den nächsten Jahren arbeitete er mit Pharoah Sanders, Freddie Hubbard, Cecil McBee, Marion Brown, Dick Griffin, Eugene Ashton, Juma Santos und David S. Ware, mit denen er auch auf Alben zu hören ist. 1975/76 lebte er in Japan, wo er ein Trio mit Kazumi Watanabe leitete, das sein Debütalbum Mudari - Spirit Of Song einspielte. Ein weiteres Album entstand im Trio mit dem Pianisten Fumio Karashima und dem Bassisten Isao Suzuki. Zurück in den USA änderte er 1978 seinen Namen in Jimmi EsSpirit und arbeitete mit Kirk Lightsey, um sich dann mehrere Jahre lang intensiv mit Spirituals zu beschäftigen. Mitte der 1980er Jahre war er Artist in Residence an der Universidad de Colima, wo er mit dem Trio Chia Jen auftrat. 1987 zog er nach New Orleans, wo er mit seinen Bands mehrere Jahre lang das New Orleans Jazz & Heritage Festival eröffnete. 1989 tourte er mit Sun Ra. In den nächsten Jahren arbeitete er mit Stanley Cowell, Khalil Mhrdi, Richard Landrum, Arthur Jenkins, Roy Haynes, Frank Wess und zahlreichen anderen Musikern.

## Diskographische Hinweise
- Rahsaan Roland Kirk: Inflated Tear (1967)
- Stanley Cowell: Blues for the Viet Cong (1969)
- Charles Tolliver: Inc. Big Band (1971)
- Carol Kaye: First Lady on Bass (1994)
- Sun Ra Arkestra (unter Leitung von Marshall Allen): A Song for the Sun (1999)